# 황정혜
황정혜(1993년 6월 6일~)는 대한민국의 개그우먼이다. 2016년 KBS 31기 공채 개그우먼으로 데뷔하였다.

## 학력
- 동남보건대학교 식품영양과 졸업

## 출연작
- KBS2 《개그콘서트》

〈핵갈린 늬우스〉
〈나타나〉
〈아무 말 대잔치〉
〈연기돌〉
〈관리자들〉
〈촌's Love〉
〈으샤 빠샤〉
〈다있show〉
〈오목 고시원〉
〈봉숭아 학당〉
- 유튜브

〈걸깝스〉
〈쉬케치〉
〈180초〉